# たま子
たま子は、宮城県出身の日本の女子プロレスラー、タレント。

## 所属
- アイスリボン（2011年3月21日 - 2011年8月31日）

## 経歴
2011年
3月21日、アイスリボン・マーチ2011 後楽園大会にて、イリミネーション6人タッグマッチ（対みなみ飛香、つくし、くるみ）でデビュー（パートナーは、りほ、成宮真希）。
5月7日、アイスリボン289・イサミレッスル武闘館にて、6人タッグマッチ（対みなみ飛香、真琴、松本都）で初勝利（パートナーは志田光、成宮真希。フォールは成宮）。2カウントながら、真琴にフォールを仕掛けていくなど、今まで以上の動きを見せた。
しかし、以降は欠場が増え、音信普通の状況となる。
8月31日、アイスリボンから継続不可能と判断し除籍となった。

## 人物
- 3月19日の道場マッチ後の座談会で自らアピールして後楽園大会でのデビューに繋がる一方、さくらえみの対戦相手がいなくなり、多方面へ交渉したが難航。偶々イサミレッスル武闘館で震災の義援金を集めていた大江百重（旧姓中西）とのエキシビジョンへと繋がった。
- 「たま子です…」とフェードアウトしていくマイクパフォーマンスなど、一風変わった個性を持つ。